# Zeutern
Zeutern ist einer von vier Ortsteilen der Gemeinde Ubstadt-Weiher in Baden-Württemberg.

## Geographie
Zeutern liegt am Katzbach, einem Nebenfluss des Kraichbachs.

## Geschichte

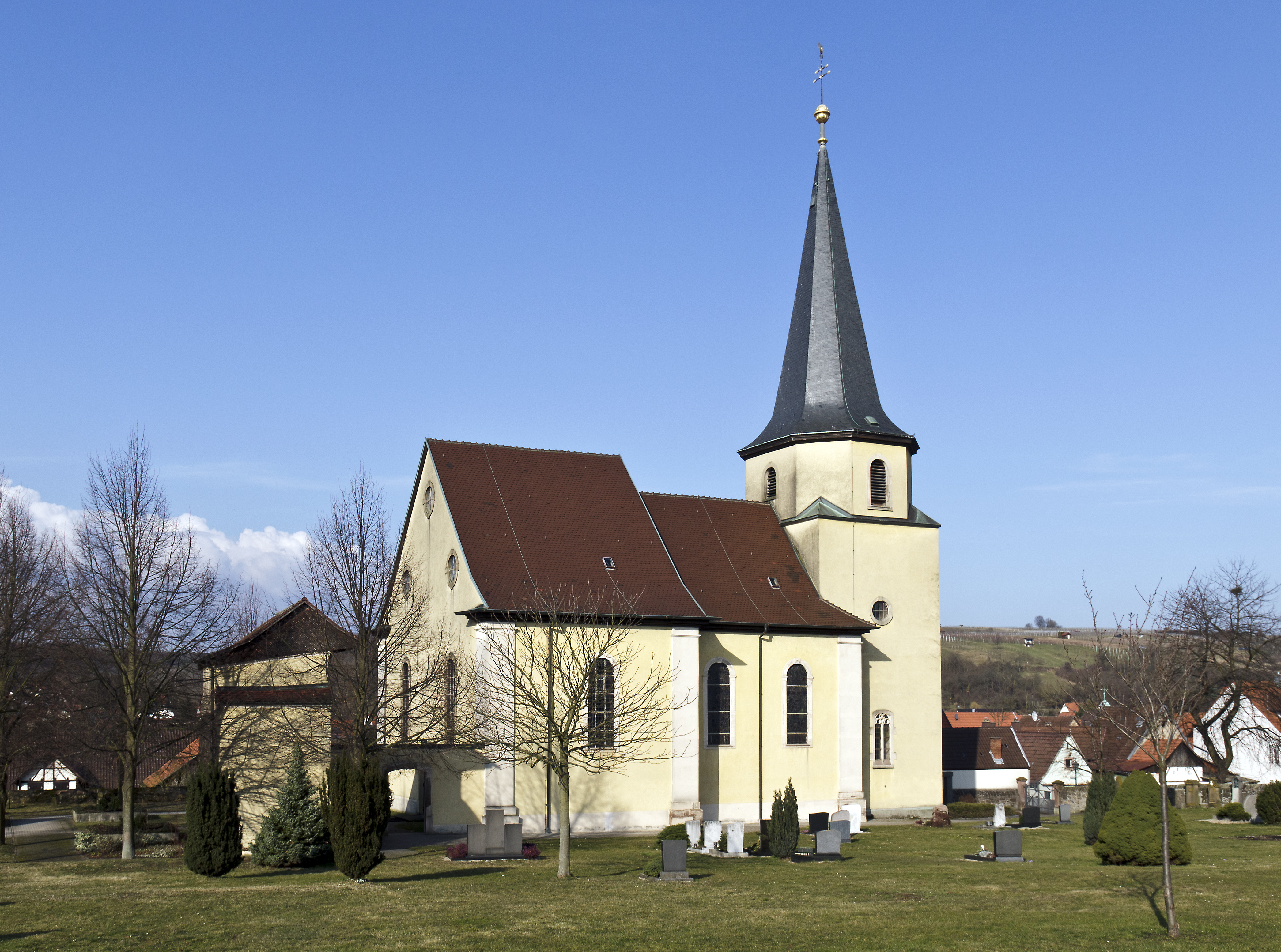
Alte St.-Martins-Kirche

Zeutern (einst: Ziuterna, danach Ciudrincheim) wurde erstmals als Villa Ziuterna im Lorscher Codex erwähnt, der Eintrag lässt sich auf 769/770 datieren. Zunächst im Besitz des Klosters Odenheim, kam der Ort 1225 an die Herren von Kislau und 1241 an das Fürstbistum Speyer. Das örtliche Adelsgeschlecht von Zeutern lässt sich ebenfalls bis ins 13. Jahrhundert zurückverfolgen, möglicherweise ist ihm auch Rainmar von Zweter zuzurechnen.
Der Ort wurde im Lauf seiner Geschichte immer wieder von Kriegen und Epidemien heimgesucht. 1734 fand am Ortsrand ein Gefecht zwischen Franzosen und Kaiserlichen statt.
Der Weinanbau ist im Ort seit 1150 belegt. Die Siedlung Waldmühle diente dagegen früh dem lokalen Gewerbe. Zeutern erhielt Ende des 19. Jahrhunderts einen Bahnanschluss. Der Ort schloss sich am 1. Januar 1972 der Gemeinde Ubstadt-Weiher an. Ein Jahr später, am 1. Januar 1973 wurde der Landkreis Bruchsal aufgelöst, dem Zeutern bis zuletzt auch als Ortsteil Ubstadt-Weihers angehörte.

## Kultur und Sehenswürdigkeiten

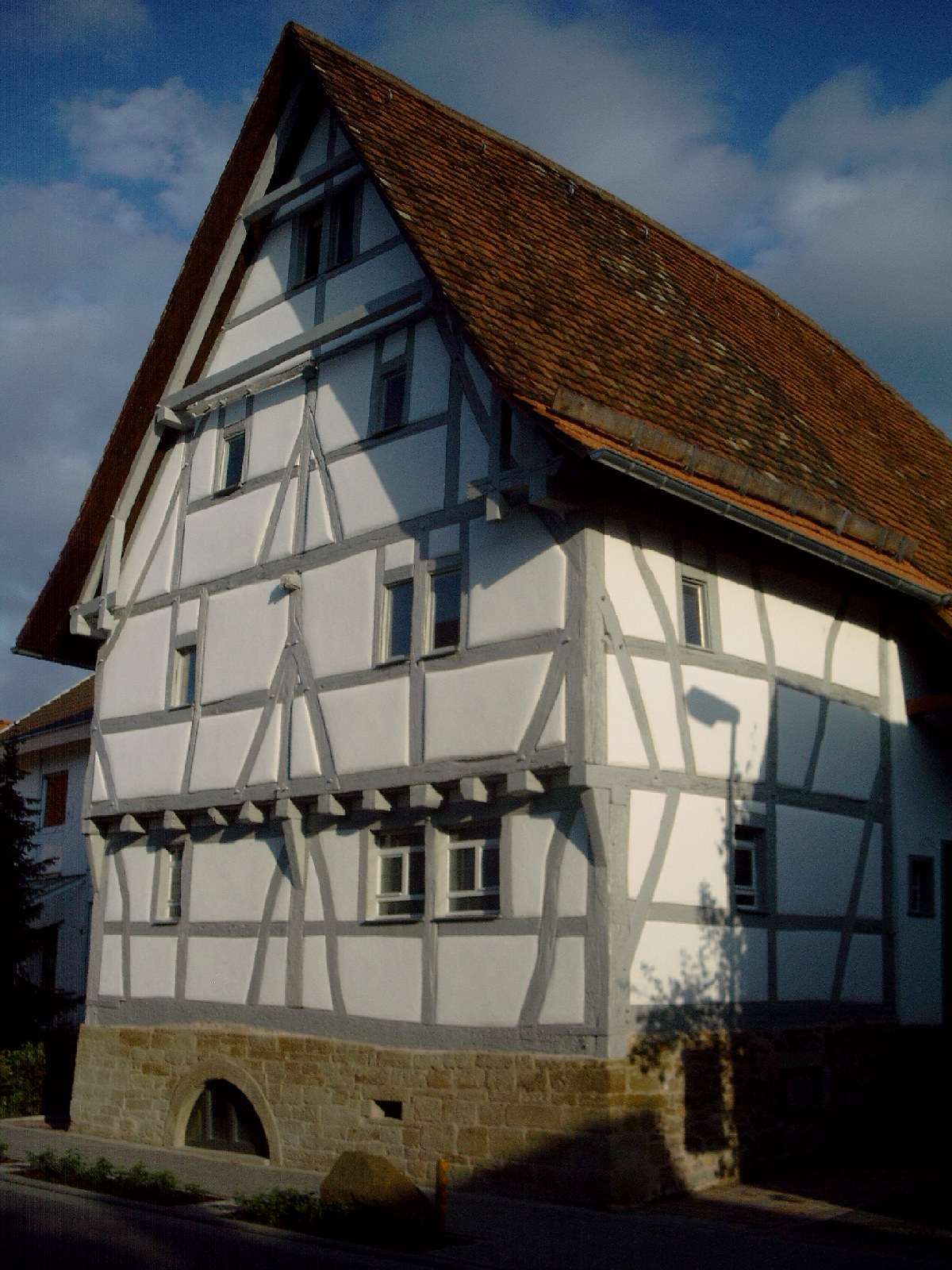
Das restaurierte Firstständerhaus in Zeutern

### Bauwerke
- An Sakralbauwerken befinden sich in Zeutern die katholische alte Martinskirche (spätmittelalterlicher, barockisierter Bau, heute profaniert), die 1962 erbaute neue Martinskirche und eine Marienkapelle, die 2004 umfassend restauriert wurde.[3]
- Das von 2003 bis 2007 sanierte Bürgerhaus ist ein Firstständerhaus  aus dem 15. Jahrhundert (Baujahr 1457/1458) und mit über 560 Jahre damit eines der ältesten Gebäude dieses Typs in Baden-Württemberg.
- Das über 400 Jahre alte Fachwerkhaus Unterdorfstraße 53 wurde in den 1980er Jahren saniert, heute befindet sich darin die Musik- und Kunstschule Ubstadt-Weiher.

### Naturdenkmäler
Nordöstlich von Zeutern liegt die Rennweghohle, ein Lösshohlweg, der als Naturschutzgebiet ausgewiesen ist. Südlich des Ortsteils verläuft ein Lehr- und Erlebnispfad, der weitere Hohlwege sowie Streuobstwiesen erschließt.

## Wirtschaft und Infrastruktur

### Verkehr
Der Ort verfügt über einen Bahnhof und zwei Haltepunkte an der Bahnstrecke Bruchsal–Odenheim (Katzbachbahn; S 31 KVV). Am 11. März 2025 ereignete sich im Bereich des östlichen Ortsausgangs ein schwerer Unfall auf einem Bahnübergang zwischen einem mit Heizöl beladenen Tanklastzug und einer Stadtbahn. 
Die durch den Ort führende Hauptstraße (L 552) verbindet Ubstadt-Weiher mit Eppingen.

### Bildung
Es gibt eine adventistische Privatschule (Adventistische Bekenntnisschule Zeutern, ABSZ, staatl. anerkannte Grund- und Realschule) sowie eine öffentliche Grundschule (Gemeinschaftsschule).

## Persönlichkeiten
- Reinmar von Zweter (13. Jahrhundert), Minnesänger und Schüler von Walther von der Vogelweide.
- Bernhard Stier (* 1958), Historiker